# Otello Zironi
Otello Zironi (Sassuolo, 2 gennaio 1917 – Sassuolo, 28 marzo 1990) è stato un calciatore italiano, di ruolo attaccante.

## Biografia
Nacque a Sassuolo come suo fratello Walter, anch'egli calciatore in serie A e deceduto durante la seconda guerra mondiale.

## Caratteristiche tecniche
Zironi era un'ala destra, veloce e forte fisicamente; grazie alle doti di dribbling saltava l'uomo con facilità. Era abile tanto nel cross per i compagni al centro dell'attacco, quanto nella finalizzazione personale.

## Carriera

### Club
Cresciuto nella Scandianese, nel 1934 passò alla Reggiana, in Prima Divisione. Vi disputò due stagioni, realizzando 28 gol in 55 partite e conquistando la promozione in Serie B nel 1936. Attirò l'attenzione del Modena, con cui esordì in Serie B: vi rimase quattro stagioni da titolare, conquistando la promozione in Serie A al termine del campionato 1937-1938, dopo spareggi con Novara e Alessandria.
Debuttò in serie A il 18 settembre 1938 contro il Liguria. In due stagioni realizzò 13 reti, mettendosi in evidenza come ala destra e passando nel 1940 alla Lazio, dove fu titolare nella prima stagione. Nel campionato 1941-1942 Zironi nell'undici laziale disputò un'unica partita, il 9 novembre 1941, proprio contro il Liguria.
Di nuovo al Modena, tornò titolare, realizzando 19 reti nel Serie B 1942-1943; restò in gialloblù anche durante la guerra, disputando 12 partite con 6 reti nel Campionato Alta Italia 1944 e giocando a fianco del fratello Walter. Dopo la guerra riprese a giocare nel Piacenza, dove rimase per due stagioni intervallate da una parentesi al Parma (3 reti in 18 partite), sempre in Serie B. Chiuse nelle serie inferiori, militando nella Scandianese e nella Bondenese.
Con 65 reti realizzate è il quarto miglior marcatore della storia del Modena.

### Nazionale
Con la Nazionale azzurra B disputò 2 partite, siglando un gol nella partita di esordio contro la Francia a Marsiglia.

## Statistiche

### Presenze e reti nei club
| Stagione           | Squadra            | Campionato         | Campionato | Campionato | Coppe nazionali | Coppe nazionali | Coppe nazionali | Coppe continentali | Coppe continentali | Coppe continentali | Totale | Totale |
| Stagione           | Squadra            | Comp               | Pres       | Reti       | Comp            | Pres            | Reti            | Comp               | Pres               | Reti               | Pres   | Reti   |
| ------------------ | ------------------ | ------------------ | ---------- | ---------- | --------------- | --------------- | --------------- | ------------------ | ------------------ | ------------------ | ------ | ------ |
| 1933-1934          | Scandianese        | SD                 |            |            |                 |                 |                 |                    |                    |                    |        |        |
| 1934-1935          | Reggiana           | PD                 | 25         | 12         |                 |                 |                 |                    |                    |                    | 25     | 12     |
| 1935-1936          | Reggiana           | C                  | 30         | 16         |                 |                 |                 |                    |                    |                    | 30     | 16     |
| Totale Reggiana    | Totale Reggiana    | Totale Reggiana    | 55         | 28         |                 |                 |                 |                    |                    |                    | 55     | 28     |
| 1936-1937          | Modena             | B                  | 30         | 14         | CI              | 0               | 0               | -                  | -                  | -                  | 30     | 14     |
| 1937-1938          | Modena             | B                  | 32+1       | 10+1       | CI              | 1               | 1               | -                  | -                  | -                  | 34     | 12     |
| 1938-1939          | Modena             | A                  | 30         | 6          | CI              | 1               | 0               | -                  | -                  | -                  | 31     | 6      |
| 1939-1940          | Modena             | A                  | 25         | 7          | CI              | 2               | 1               | -                  | -                  | -                  | 27     | 8      |
| 1940-1941          | Lazio              | A                  | 23         | 4          |                 |                 |                 |                    |                    |                    | 23     | 4      |
| 1941-1942          | Lazio              | A                  | 1          | 0          |                 |                 |                 |                    |                    |                    | 1      | 0      |
| Totale Lazio       | Totale Lazio       | Totale Lazio       | 24         | 4          |                 |                 |                 |                    |                    |                    | 24     | 4      |
| 1942-1943          | Modena             | B                  | 31         | 19         | CI              | 1               | 0               | -                  | -                  | -                  | 32     | 19     |
| 1943-1944          | Modena             | DN                 | 12         | 6          | -               | -               | -               | -                  | -                  | -                  | 12     | 6      |
| Totale Modena      | Totale Modena      | Totale Modena      | 161        | 63         |                 | 5               | 2               |                    |                    |                    | 166    | 65     |
| 1945-1946          | Piacenza           | C                  | 9          | 4          |                 |                 |                 |                    |                    |                    | 9      | 4      |
| 1946-1947          | Parma              | B                  | 18         | 3          |                 |                 |                 |                    |                    |                    | 18     | 3      |
| 1947-1948          | Piacenza           | B                  | 14         | 5          |                 |                 |                 |                    |                    |                    | 14     | 5      |
| Totale Piacenza    | Totale Piacenza    | Totale Piacenza    | 23         | 9          |                 |                 |                 |                    |                    |                    | 23     | 9      |
| 1949-1950          | Scandianese        | Prom.              |            |            |                 |                 |                 |                    |                    |                    |        |        |
| Totale Scandianese | Totale Scandianese | Totale Scandianese | ?          | ?          |                 |                 |                 |                    |                    |                    | ?      | ?      |
| 1950-1951          | Bondenese          | Dil.               | ?          | ?          |                 |                 |                 |                    |                    |                    |        |        |
| Totale carriera    | Totale carriera    | Totale carriera    | 281        | 107+       |                 |                 |                 |                    |                    |                    | 286+   | 109+   |

## Palmarès

### Club
- Campionato italiano di Serie B: 2

Modena: 1937-1938, 1942-1943